# Homoneura truncata
Homoneura truncata är en tvåvingeart som beskrevs av Miller 1977. Homoneura truncata ingår i släktet Homoneura och familjen lövflugor. Inga underarter finns listade i Catalogue of Life.